# Cop Rock
Cop Rock  è una serie televisiva statunitense in 11 episodi trasmessi per la prima volta nel corso di una sola stagione nel 1990.
La serie, un dramma poliziesco presentato come un musical, fu creata da Steven Bochco, che partecipò anche come produttore esecutivo. TV Guide la classificò all'ottavo posto nella lista dei 50 peggiori spettacoli televisivi di ogni tempo nel 2002.

## Personaggi
- ufficiale Vicki Quinn (11 episodi, 1990), interpretato da	Anne Bobby.
- capitano Roger Kendrick (11 episodi, 1990), interpretato da	Ronny Cox.
- ufficiale Andy Campo (11 episodi, 1990), interpretato da	David Gianopoulos.
- capitano John Hollander (11 episodi, 1990), interpretato da	Larry Joshua.
- ufficiale Franklin Rose (11 episodi, 1990), interpretato da	James McDaniel.
- detective tenente Ralph Ruskin (11 episodi, 1990), interpretato da	Ron McLarty.
- detective Joseph Gaines (11 episodi, 1990), interpretato da	Mick Murray.
- detective Vincent LaRusso (11 episodi, 1990), interpretato da	Peter Onorati.
- Louise Plank (10 episodi, 1990), interpretato da	Barbara Bosson.
- ufficiale Stillman (3 episodi, 1990), interpretato da	Zachary Throne.
- Patricia Spence (3 episodi, 1990), interpretata da	Kathleen Wilhoite.
- Eric Montano (2 episodi, 1990), interpretato da	Steven Anderson.
- A.D.A. Keresy (2 episodi, 1990), interpretata da	Sharon Brown.
- Judge Armand (2 episodi, 1990), interpretato da	John Hancock.
- Michael Weinstein (2 episodi, 1990), interpretato da	Matthew Laurance.
- Eliot Weinstein (2 episodi, 1990), interpretato da	Mitchell Laurance.
- Juror (2 episodi, 1990), interpretato da	Tim Russ.
- Tommy Ryan (2 episodi, 1990), interpretato da	Dean Scofield.

## Produzione
La serie, ideata da Steven Bochco e William M. Finkelstein, fu prodotta da 20th Century Fox Television e Steven Bochco Productions e girata  a Grantsville nello Utah. Le musiche furono composte da Randy Newman (tema musicale: Under the Gun). Fu una delle serie più costose dell'epoca con un budget di 1.800.000 dollari a puntata.

### Registi
Tra i registi della serie sono accreditati:
- Fred Gerber
- Gregory Hoblit
- Arlene Sanford

## Distribuzione
La serie fu trasmessa negli Stati Uniti nel 1990 sulla rete televisiva ABC. In Italia è stata trasmessa con il titolo Cop Rock.
Alcune delle uscite internazionali sono state:
- negli Stati Uniti il 26 settembre 1990 (Cop Rock)
- in Francia il 13 settembre 1991 (Cop Rock)
- nel Regno Unito il 30 settembre 1991
- in Italia (Cop Rock)

## Episodi
| Stagione       | Episodi | Prima TV USA |
| -------------- | ------- | ------------ |
| Prima stagione | 11      | 1990         |